# 뉴카와촌
뉴카와촌(일본어: 丹生川村)은 일본 기후현 오노군에 설치되었던 촌이다. 2005년 2월 1일에 오노군 시라카와촌을 제외한 6개 마을 및 요시키군 2정촌과 함께 다카야마시에 편입되었다. 기후현 북동쪽에 위치해 토마토 생산으로 알려져 있었다.

## 역사
- 1889년 7월 1일 - 정촌제 시행으로 오노군 뉴카와촌이 성립하였다.
- 2005년 2월 1일 - 오노 군 기요미 촌·쇼카와 촌·미야 촌·구구노 정·아사히 촌·다카네 촌, 요시키 군 고쿠호 정·가미타카라 촌과 함께 다카야마시에 편입하였다.

## 행정
- 촌장 : 오타니 신이치 (小谷伸一) (1999년 4월 30일 - 2005년 2월 1일)

## 교통

### 철도
- 도카이 여객철도 다카야마 본선

### 도로
- 도카이호쿠리쿠 자동차도
- 주부 종관 자동차도
- 국도 158호선

## 참고 문헌
- 角川日本地名大辞典編纂委員会,『角川日本地名大辞典 21 岐阜県』1980, 角川書店